# Kagaku Na Yatsura
Kagaku Na Yatsura (カガクなヤツら) es una serie de manga de comedia/ciencia ficción/ecchi hecha por Hideaki Yoshikawa que está en publicación en la revista de antología de manga shōnen Champion Red. Una OVA hecha por Hoods Entertainment y dirigida por Hiraku Kaneko se publicó junto con el cuarto volumen tankōbon.

## Personajes
Airi Kuze (久世 愛莉 Airi Kuze)
Seiyū: Kana Akutsu
Haruki Komaba (駒場 遥希 Haruki Komaba)
Seiyū: Junji Majima
Touko Hizuki (緋月 透子 Touko Hizuki)
Seiyū: Kumi Sakuma
Ayana Hizuki (緋月 綾奈 Ayana Hizuki)
Seiyū: Natsumi Takamori

## Medios de comunicación

### Manga
Una serie de manga hecha por Hideaki Yoshikawa comenzó a publicarse en marzo del 2010 en la revista Champion Red de Akita Shoten. Ha sido compilado en 6 volúmenes tankōbon.

#### Lista de volúmenes
| Núm. | Fecha de publicación  | ISBN                                                                   |
| ---- | --------------------- | ---------------------------------------------------------------------- |
| 1    | 20 de abril de 2011   | ISBN 978-4253232289                                                    |
| 2    | 20 de enero de 2012   | ISBN 978-4253232296                                                    |
| 3    | 20 de julio de 2012   | ISBN 978-4253232302                                                    |
| 4    | 20 de febrero de 2013 | ISBN 978-4253235860 ISBN 978-4253181808 (edición especial con blu-ray) |
| 5    | 20 de mayo de 2013    | ISBN 978-4253235877                                                    |
| 6    | 20 de febrero de 2014 | ISBN 978-4253235884                                                    |

### Anime
Una OVA incluida con la edición especial Blu-ray del cuarto volumen tankōbon. Se animaron los capítulos hasta la primera aparición de Touko Hizuki.